# Robert Swan
Robert Swan (* 28. července 1956 Durham) je anglický polárník. V letech 1976 až 1979 studoval starověkou historii na St Chad's College. V listopadu 1984 vyplul s několika dalšími lidmi na dlouhou cestu do Antarktidy, která byla dlouhá 14 842 námořních mil (27 487 kilometrů). Poté, co na kontinent dorazili, strávili zimu na zdejší základně a se skončením zimy vyrazili na 1400 kilometrů dlouhou pěší túru na Jižní pól. Toho dosáhli 11. ledna 1986. Později se Swan vydal také na Severní pól, kterého spolu s několika dalšími dosáhl dne 14. května 1989. Swan se stal vůbec prvním člověkem, který pěšky dosáhl jak jižního, tak i severního pólu. Později se účastnil řady dalších expedic. V listopadu 2017 se za doprovodu svého syna Barneyho vydal znovu na jižní pól, a to za použití výhradně obnovitelných zdrojů energie. Spolu s Gilem Reavillem je autorem knihy Antarctica 2041: My Quest to Save the Earth's Last Wilderness.